# Krzysztof Lanckoroński (zm. 1591)
Krzysztof Lanckoroński (Włodzisławski) herbu Zadora (zm. 1591) – kasztelan małogoski, kasztelan radomski, zwolennik reformacji, senior kalwinizmu w Małopolsce, dziedzic dóbr kurozwęckich, Kotuszowa, Jabłonicy, Korytnicy, Czernicy, Ponika i Strzelec.

## Rodzina
Pochodził z gałęzi Lanckorońskich osiadłej na Włodzisławiu. Był synem Jana Wodzisławskiego – Lanckorońskiego (poległego w 1564 podczas wojny o Inflanty) i Anny z Kurozwęk, starościanki szydłowskiej, córki Hieronima. Młodszym bratem Krzysztofa był Hieronim na Włodzisławiu Lanckoroński (zm. ok. 1605), łowczy sandomierski.

### Wywód genealogiczny
| 4. Adam z Brzezia Wodzisławski |  |                                    |  |  |                           |
|                                |  | 2. Jan Wodzisławski (Lanckoroński) |  |  |                           |
| 5. Barbara Łaska               |  |                                    |  |  |                           |
|                                |  |                                    |  |  | 1. Krzysztof Lanckoroński |
| 6. Hieronim Kurozwęcki         |  |                                    |  |  |                           |
|                                |  | 3. Anna z Kurozwęk                 |  |  |                           |
| 7. Barbara c. Erazma Krupki    |  |                                    |  |  |                           |
|                                |  |                                    |  |  |                           |

## Kariera
- 1545 – dworzanin królewski
- 1546 – 1547 – uczy się w  Albertynie w Królewcu
- 1551 – łowczy sandomierski
- 1563 – kasztelan czechowski
- 10 lipca 1567 – kasztelan małogoski
- 1573 – bierze udział w elekcji i podpisuje akt wyboru Henryka Walezego
- 25 października 1574 – podpisuje w Krakowie list kalwińskiej szlachty małopolskiej skierowany do wszystkich sejmików z prośbą o radę i pomoc w ukaraniu winnych zburzenia zboru krakowskiego.
- 1575 – w czasie bezkrólewia jest obecny na sejmikach małopolskich w Nowym Mieście Korczynie  i w Opatowie, wybrany sędzią sądów ultimae instantiae[1], 15 grudnia 1575 roku podpisał elekcję Stefana Batorego i Anny Jagiellonki[2].
- 1576 – na zjeździe w Jędrzejowie wyznaczony na jednego z posłów do Wiednia. Posłowie mieli wpłynąć na cesarza, aby nie przyjął korony polskiej. W tym samym roku z polecenia króla Stefana Batorego jest posłem do Litwy, aby wezwać Litwinów na zjazd do Warszawy,
- 1576 – otrzymuje starostwo baldenburskie i hamersztyńskie (Czarne) w Prusach Królewskich,
- z ramienia senatu prowadził lustrację dóbr podlaskich, bierze udział w sejmikach, prowadzi inną działalność publiczną, przez krótki okres jest patronem zborów kalwińskich w Kurozwękach. Jest posiadaczem licznych dóbr w województwie sandomierskim (w niektórych swoich dobrach likwiduje kościoły katolickie),
- 1587 – po śmierci Stefana Batorego wziął udział w konwokacji. W tym samym roku ponownie był wybrany deputatem do Rawy, a w następnym roku razem z Janem Boguszem, kasztelanem zawichojskim, opublikował w Opatowie uniwersał o wybieraniu poboru; uczestniczył także w przeglądzie wojskowym w Pokrzywnicy,
- w 1589 roku był sygnatariuszem ratyfikacji traktatu bytomsko-będzińskiego na sejmie pacyfikacyjnym[3].
- 15 czerwca 1589 – otrzymuje od króla Zygmunta III Wazy kasztelanię radomską.
- umiera w 1591 roku.

Dwukrotnie zawierał związki małżeńskie. Przed 1566 ożenił się z Anną Tęczyńską, a w 1582 z Zofią z Wzdowskich. Dziećmi Krzysztofa Lanckorońskiego z pierwszego małżeństwa byli: Zbigniew (podkomorzy sandomierski), Przecław, Krzysztof oraz Krystyna.